# Генрих IV (маркграф Баден-Хахберга)
Генрих IV Баден-Хахбергский (нем. Heinrich IV. von Baden-Hachberg, ум. 1369) — маркграф Баден-Хахберга и сеньор Кенцингена, правивший в период с 1330 по 1369 годы.
Генрих IV был старшим сыном маркграфа Генриха III и Агнес фон Хоэнберг (ум. 1310), и перенял власть в Баден-Хахберге после смерти своего отца в 1330 году.
Свои основные усилия он направлял на расширение владений маркграфства: так, в 1344 году ему удалось приобрести у монастыря Андлау его владения и права в Зексау, и в 1352 году — нижнее владение Юзенберг с Кенцингеном и замком Кирнбург у своего тестя Фридриха Юзенбергского. Покупка Юзенберга, однако, втянула Генриха IV конфликт с Габсбургами, поскольку с формально-юридической точки зрения это владение было передано ими Фридриху Юзенбергскому лишь в качестве лена, а сеньоральные права оставались в руках у австрийских герцогов. Вследствие последовавшего судебного разбирательства в 1358 году Кенцинген и Кирнбург были признаны собственностью Рудольфа Австрийского, и в 1359 году вошли в состав Передней Австрии. Поскольку Генрих не признал этого решения, и продолжал именовать себя сеньором Кенцингена, в 1365 году против него было вынесено новое судебное постановление, а город Кенцинген попал под действие имперской опалы.

### Семья
Генрих IV Баден-Хахбергский был женат на Анне Юзенбергской. Их дети:
- Отто I (ум. 1386), маркграф с 1369 года
- Иоганн (ум. 1409), маркграф с 1386 года (совместно с Хессо)
- Хессо (ум. 1410), маркграф с 1386 года (совместно с Иоганном)
- Кунигунда